# Burning Bridges (album Arch Enemy)
Burning Bridges – trzeci studyjny album szwedzkiego zespołu muzycznego Arch Enemy.

## Lista utworów
Opracowano na podstawie materiału źródłowego.
| Edycja podstawowa | Edycja podstawowa | Edycja podstawowa          | Edycja podstawowa                | Edycja podstawowa |
| Nr                | Tytuł utworu      | Słowa                      | Muzyka                           | Długość           |
| ----------------- | ----------------- | -------------------------- | -------------------------------- | ----------------- |
| 1.                | „The Immortal”    | Johan Liiva, Michael Amott | Christopher Amott, Michael Amott | 3:43              |
| 2.                | „Dead Inside”     | Michael Amott              | Christopher Amott, Michael Amott | 4:13              |
| 3.                | „Pilgrim”         | Michael Amott              | Christopher Amott, Michael Amott | 4:33              |
| 4.                | „Silverwing”      | Michael Amott              | Christopher Amott, Michael Amott | 4:08              |
| 5.                | „Demonic Science” | Michael Amott              | Christopher Amott, Michael Amott | 5:23              |
| 6.                | „Seed of Hate”    | Michael Amott              | Christopher Amott                | 4:09              |
| 7.                | „Angelclaw”       | Michael Amott              | Christopher Amott, Michael Amott | 4:06              |
| 8.                | „Burning Bridges” | Michael Amott              | Michael Amott                    | 5:31              |
|                   |                   |                            |                                  | 35:46             |

| Edycja japońska | Edycja japońska                  | Edycja japońska            | Edycja japońska                  | Edycja japońska |
| Nr              | Tytuł utworu                     | Słowa                      | Muzyka                           | Długość         |
| --------------- | -------------------------------- | -------------------------- | -------------------------------- | --------------- |
| 1.              | „The Immortal”                   | Johan Liiva, Michael Amott | Christopher Amott, Michael Amott | 3:43            |
| 2.              | „Dead Inside”                    | Michael Amott              | Christopher Amott, Michael Amott | 4:13            |
| 3.              | „Pilgrim”                        | Michael Amott              | Christopher Amott, Michael Amott | 4:33            |
| 4.              | „Silverwing”                     | Michael Amott              | Christopher Amott, Michael Amott | 4:08            |
| 5.              | „Demonic Science”                | Michael Amott              | Christopher Amott, Michael Amott | 5:23            |
| 6.              | „Seed of Hate”                   | Michael Amott              | Christopher Amott                | 4:09            |
| 7.              | „Angelclaw”                      | Michael Amott              | Christopher Amott, Michael Amott | 4:06            |
| 8.              | „Burning Bridges”                | Michael Amott              | Michael Amott                    | 5:31            |
| 9.              | „Scream of Anger” (cover Europe) | Joey Tempest               | Marcel Jacob, Joey Tempest       | 3:46            |
| 10.             | „Fields of Desolation '99”       | Johan Liiva                | Christopher Amott, Michael Amott | 5:30            |
|                 |                                  |                            |                                  | 45:02           |

| Edycja europejska | Edycja europejska | Edycja europejska          | Edycja europejska                    | Edycja europejska |
| Nr                | Tytuł utworu      | Słowa                      | Muzyka                               | Długość           |
| ----------------- | ----------------- | -------------------------- | ------------------------------------ | ----------------- |
| 1.                | „The Immortal”    | Johan Liiva, Michael Amott | Christopher Amott, Michael Amott     | 3:43              |
| 2.                | „Dead Inside”     | Michael Amott              | Christopher Amott, Michael Amott     | 4:13              |
| 3.                | „Pilgrim”         | Michael Amott              | Christopher Amott, Michael Amott     | 4:33              |
| 4.                | „Silverwing”      | Michael Amott              | Christopher Amott, Michael Amott     | 4:08              |
| 5.                | „Demonic Science” | Michael Amott              | Christopher Amott, Michael Amott     | 5:23              |
| 6.                | „Seed of Hate”    | Michael Amott              | Christopher Amott                    | 4:09              |
| 7.                | „Angelclaw”       | Michael Amott              | Christopher Amott, Michael Amott     | 4:06              |
| 8.                | „Burning Bridges” | Michael Amott              | Michael Amott                        | 5:31              |
| 9.                | „Diva Satanica”   | Michael Amott              | Christopher Amott, Michael Amott     | 3:46              |
| 10.               | „Hydra”           | utwór instrumentalny       | Christopher Amott, Fredrik Nordström | 0:56              |
|                   |                   |                            |                                      | 40:28             |

| Edycja kolekcjonerska | Edycja kolekcjonerska                                                                                | Edycja kolekcjonerska      | Edycja kolekcjonerska            | Edycja kolekcjonerska |
| Nr                    | Tytuł utworu                                                                                         | Słowa                      | Muzyka                           | Długość               |
| --------------------- | --- | -------------------------- | -------------------------------- | --------------------- |
| 1.                    | „The Immortal”                                                                                       | Johan Liiva, Michael Amott | Christopher Amott, Michael Amott | 3:43                  |
| 2.                    | „Dead Inside”                                                                                        | Michael Amott              | Christopher Amott, Michael Amott | 4:13                  |
| 3.                    | „Pilgrim”                                                                                            | Michael Amott              | Christopher Amott, Michael Amott | 4:33                  |
| 4.                    | „Silverwing”                                                                                         | Michael Amott              | Christopher Amott, Michael Amott | 4:08                  |
| 5.                    | „Demonic Science”                                                                                    | Michael Amott              | Christopher Amott, Michael Amott | 5:23                  |
| 6.                    | „Seed of Hate”                                                                                       | Michael Amott              | Christopher Amott                | 4:09                  |
| 7.                    | „Angelclaw”                                                                                          | Michael Amott              | Christopher Amott, Michael Amott | 4:06                  |
| 8.                    | „Burning Bridges”                                                                                    | Michael Amott              | Michael Amott                    | 5:31                  |
| 9.                    | „Fields of Desolation '99"” (from A Collection of Rare & Unreleased Songs from the Arch Enemy Vault) | Johan Liiva                | Christopher Amott, Michael Amott | 6:02                  |
| 10.                   | „Starbreaker” (from A Collection of Rare & Unreleased Songs from the Arch Enemy Vault)               |                            |                                  | 3:27                  |
| 11.                   | „Aces High” (from A Collection of Rare & Unreleased Songs from the Arch Enemy Vault)                 | Steve Harris               | Steve Harris                     | 4:26                  |
| 12.                   | „Scream of Anger” (from A Collection of Rare & Unreleased Songs from the Arch Enemy Vault)           | Joey Tempest               | Marcel Jacob, Joey Tempest       | 3:50                  |
| 13.                   | „The Immortal” (from Burning Japan Live 1999)                                                        | Johan Liiva, Michael Amott | Christopher Amott, Michael Amott | 3:55                  |
| 14.                   | „Dead Inside” (from Burning Japan Live 1999)                                                         | Michael Amott              | Christopher Amott, Michael Amott | 4:35                  |
| 15.                   | „Pilgrim” (from Burning Japan Live 1999)                                                             | Michael Amott              | Christopher Amott, Michael Amott | 4:34                  |
| 16.                   | „Silverwing” (from Burning Japan Live 1999)                                                          | Michael Amott              | Christopher Amott, Michael Amott | 4:16                  |
| 17.                   | „Angelclaw” (from Burning Japan Live 1999)                                                           | Michael Amott              | Christopher Amott, Michael Amott | 4:39                  |
|                       | |                            |                                  | 1:15:30               |

## Twórcy
Opracowano na podstawie materiału źródłowego.
| Zespół Arch Enemy w składzie - Johan Liiva - wokal prowadzący - Daniel Erlandsson - perkusja, instrumenty perkusyjne - Sharlee D’Angelo - gitara basowa - Christopher Amott - gitara rytmiczna, gitara prowadząca - Michael Amott - gitara rytmiczna, gitara prowadząca, produkcja muzyczna Dodatkowi muzycy - Per Wiberg - instrumenty klawiszowe | Inni - Dave Thorne - management - Adde - zdjęcia - Tony Hunter - zdjęcia - Anna Sofi Dahlberg - zdjęcia, okładka, oprawa graficzna - Göran Finnberg - mastering - Fredrik Nordström - produkcja muzyczna, instrumenty klawiszowe - Ulf Horbelt - mastering (reedycja) - Steve Gurney - inżynieria dźwięku (reedycja) |

## Pozycje na listach
| Lista  | Kraj    | Pozycja |
| ------ | ------- | ------- |
| Oricon | Japonia | 22      |